# Obelisco di Teodosio

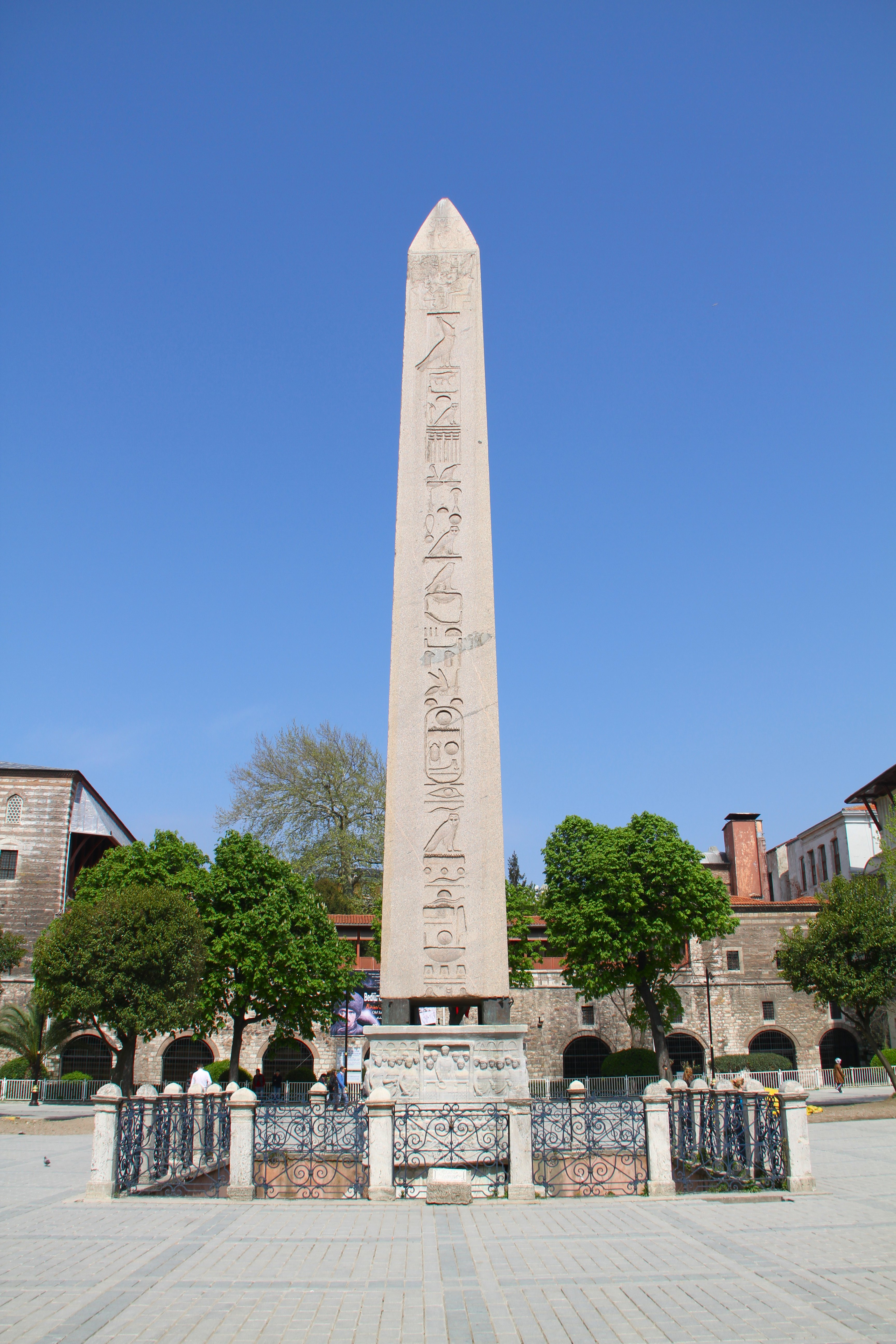
L'obelisco di Teodosio I a Istanbul.

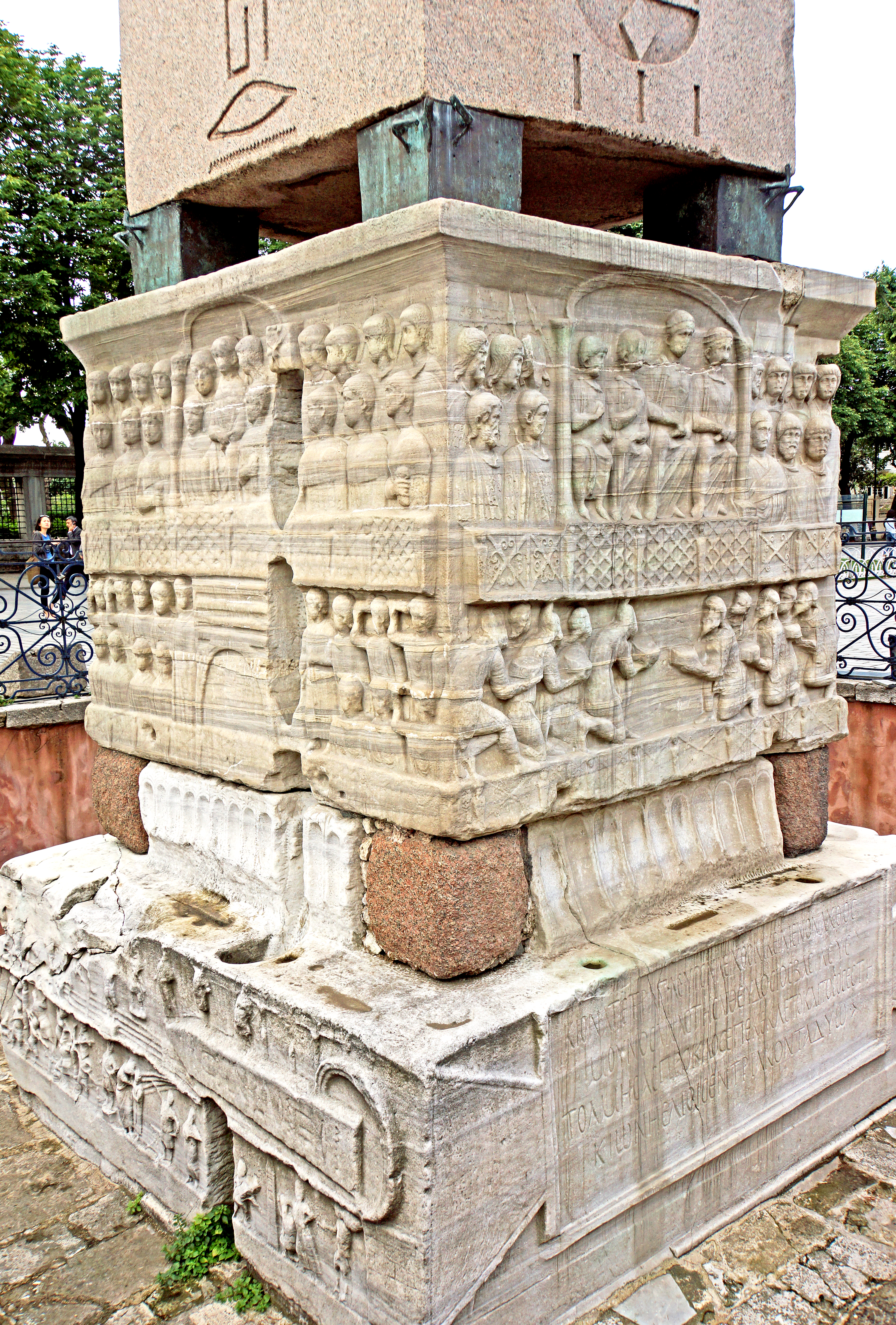
Piedistallo marmoreo di Teodosio I

L'obelisco di Teodosio (in turco Dikilitaş) è un obelisco egizio del faraone Tutmosi III che venne eretto per volere dell'imperatore romano Teodosio I (379-395) nell'ippodromo di Costantinopoli, e noto oggi come At Meydanı o Sultanahmet Meydanı, a Istanbul.

## Storia
L'obelisco venne eretto da Tutmosi III a sud del settimo pilone del grande tempio di Karnak. L'imperatore romano Costanzo II lo fece trasportare lungo il Nilo assieme a un altro obelisco fino ad Alessandria d'Egitto, in occasione dei propri ventennalia (venti anni di regno) nel 357: l'altro obelisco fu eretto sulla spina del Circo Massimo a Roma nell'autunno dello stesso anno (ed è ora l'obelisco del Laterano), mentre quello "di Teodosio" rimase ad Alessandria fino a quando l'omonimo imperatore lo fece portare a Costantinopoli, dove venne eretto nel 388 sulla spina dell'ippodromo dal prefetto Proculo, in occasione della vittoria dell'imperatore Teodosio I sull'usurpatore Magno Massimo.
L'obelisco è in granito rosso di Siene. La parte inferiore venne danneggiata in antichità, probabilmente durante il trasporto o l'erezione, e quindi l'obelisco è oggi alto 18,54 m, raggiungendo i 25,6 m con la base, mentre in origine doveva essere alto una trentina di metri, come l'obelisco del Laterano. Tra l'obelisco e la base ci sono quattro cubi di bronzo, che furono utili al trasporto e la messa in posa del manufatto.
Su tutte e quattro le facce dell'obelisco sono incise delle iscrizioni, su di un'unica colonna centrale, che celebrano le vittorie di Tutmosi III sulle rive dell'Eufrate nel 1550 a.C..

### I rilievi del piedestallo
La base di marmo, chiamata anche il dado di Teodosio, è di grande interesse, essendo rivestita di bassorilievi risalenti all'epoca dell'erezione dell'obelisco a Costantinopoli. Su di una delle facce l'imperatore Teodosio I è raffigurato mentre porge la corona della vittoria al vincitore della corsa, incorniciato tra arcate e colonne corinzie, mentre gli spettatori assistono alla cerimonia allietati da musici e danzatori. A destra si distingue l'organo idraulico di Ctesibio, a sinistra un altro strumento. Negli altri lati ci sono scene dell'imperatore che assiste all'apertura dei giochi e alla sottomissione o all'invio di doni da parte di popoli barbari.
Sul piedistallo è raffigurato il trasporto dell'obelisco e i giochi del circo. Ai due lati ci sono due iscrizioni, in latino e in greco, le due lingue ufficiali dell'impero, che celebrano la vittoria di Teodosio sui “tiranni” (Massimo e Vittore) e l'erezione dell’obelisco in soli trenta giorni, sotto la guida di Proclo, il prefetto urbano, esaltando la straordinarietà dell’impresa.

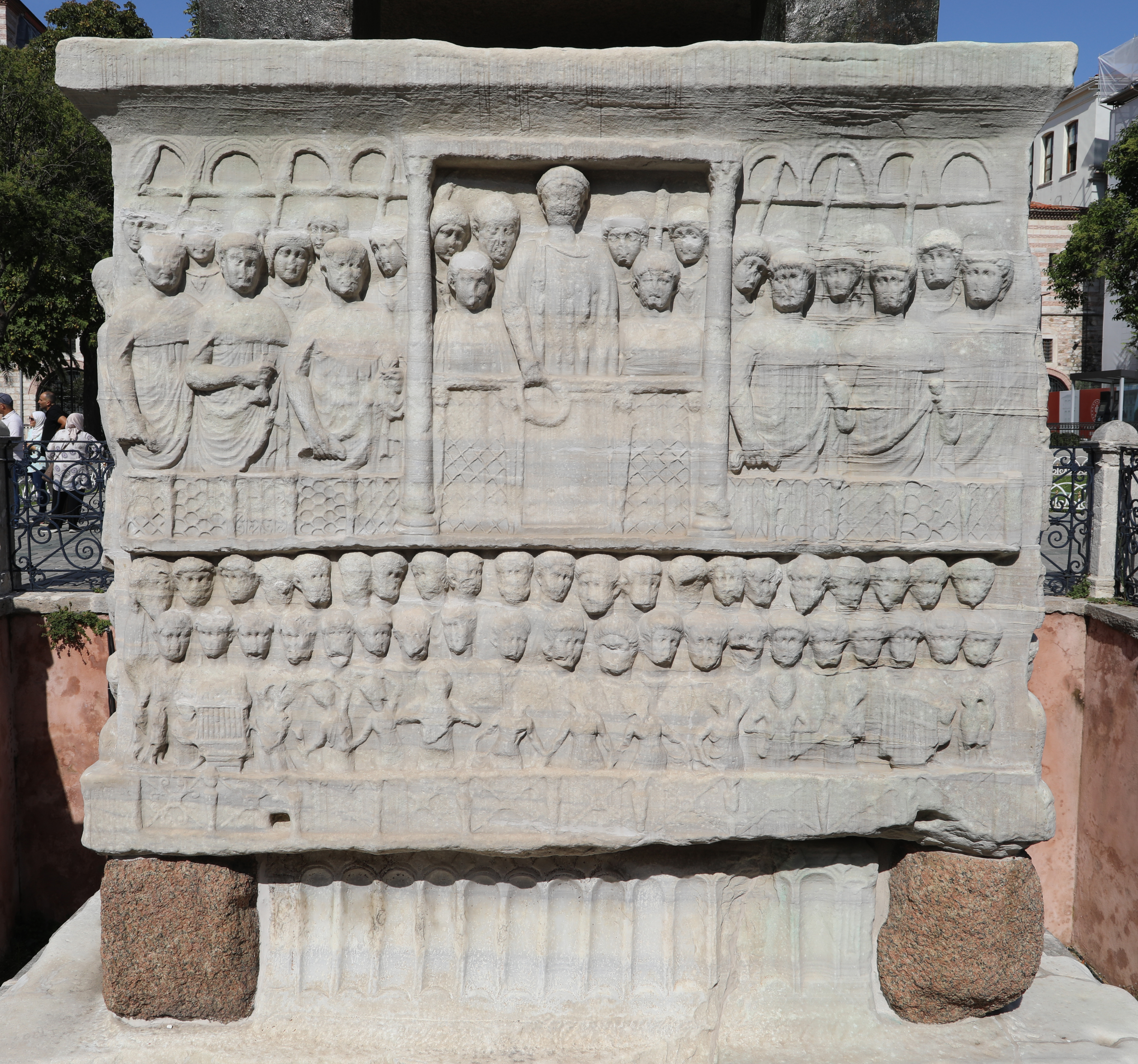
Lato est, Teodosio I offre il lauro della vittoria; si distingue l'organo idraulico di Ctesibio, in basso a destra
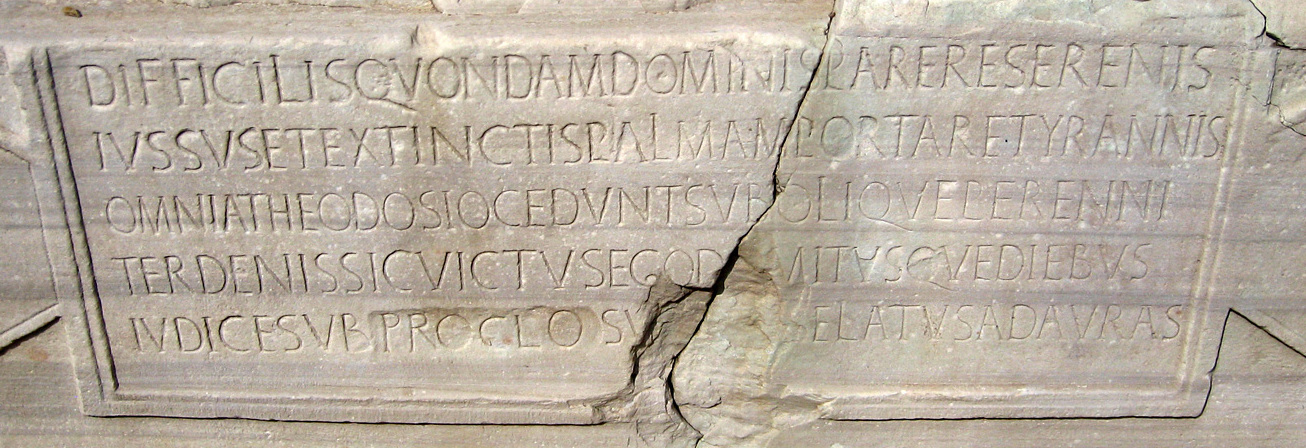
Lato est, Iscrizione latina dedicatoria a Teodosio I e ai suoi discendenti
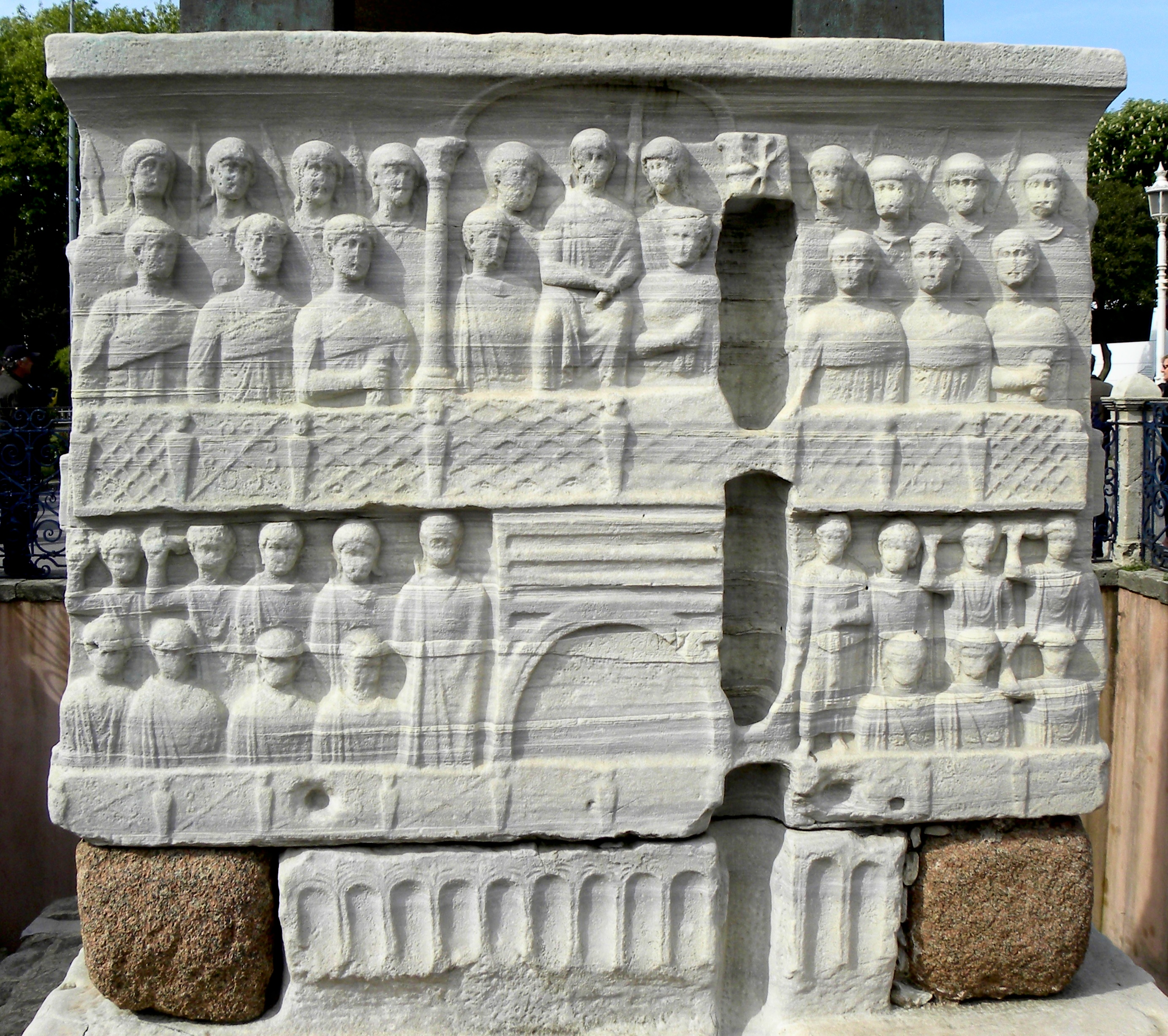
Lato nord, Teodosio e la sua corte, con il labaro del Chrismon
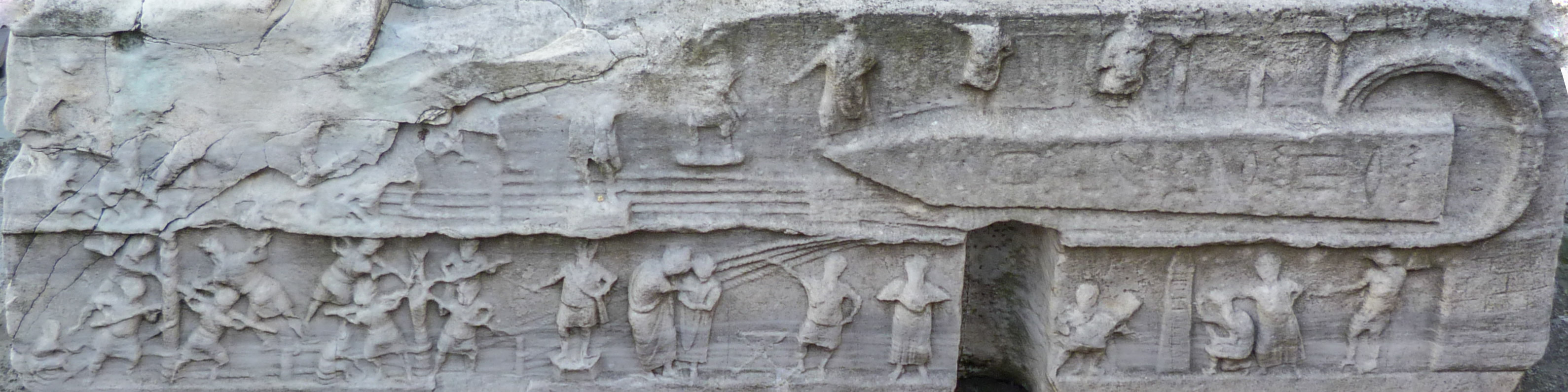
Lato nord, rilievo con il trasporto dell'obelisco
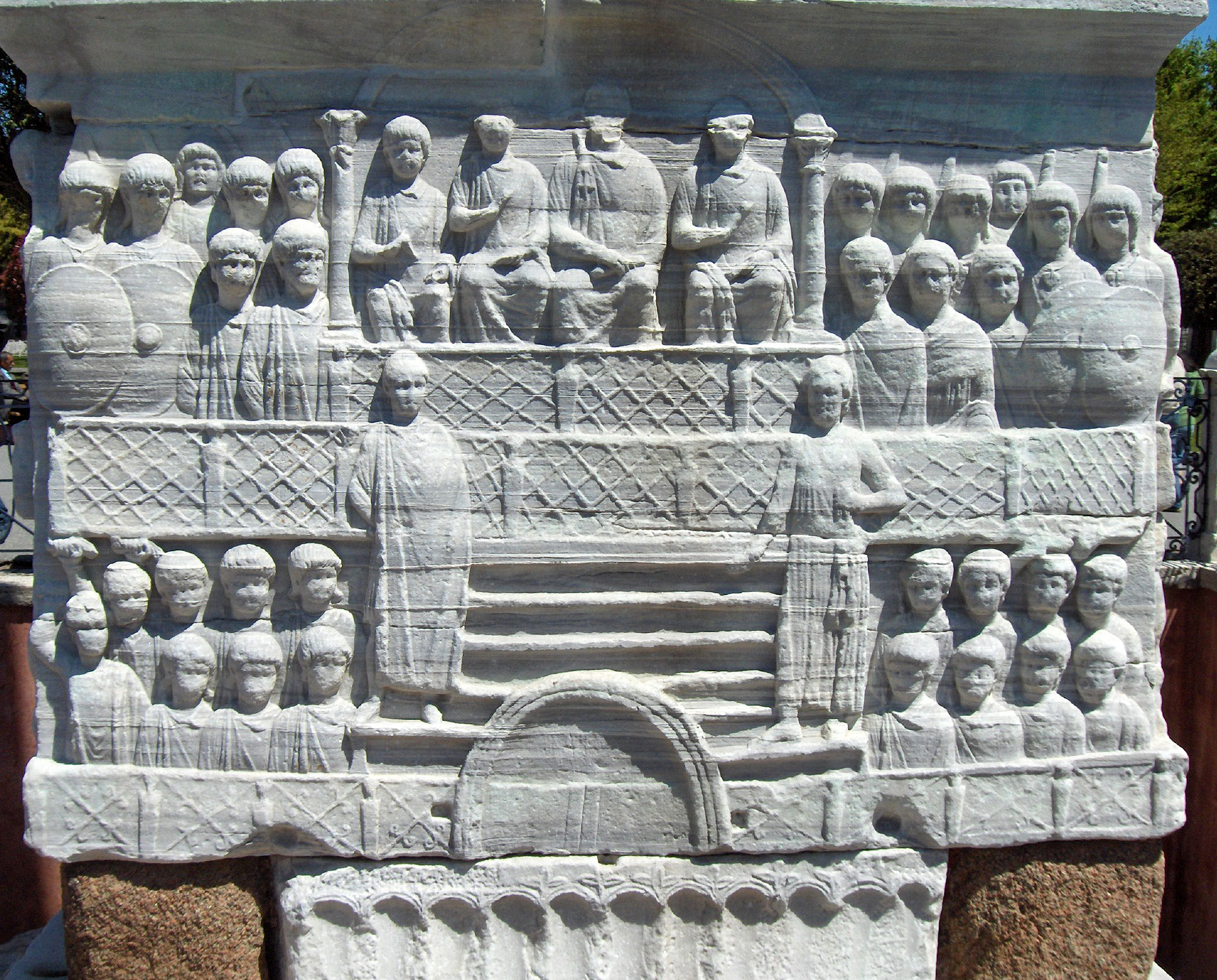
Lato sud, la famiglia imperiale
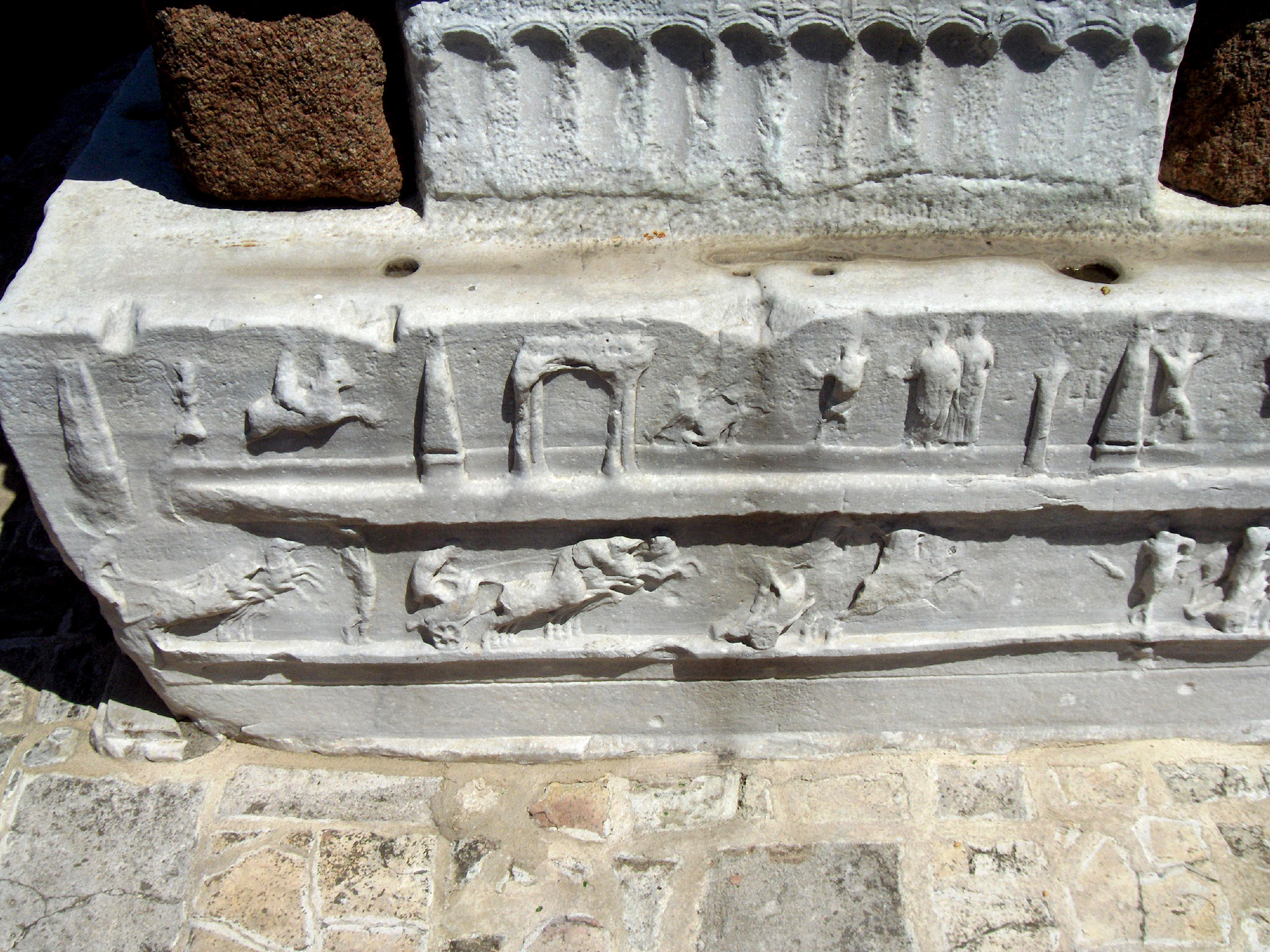
Lato sud, rilievo con veduta dell'ippodromo
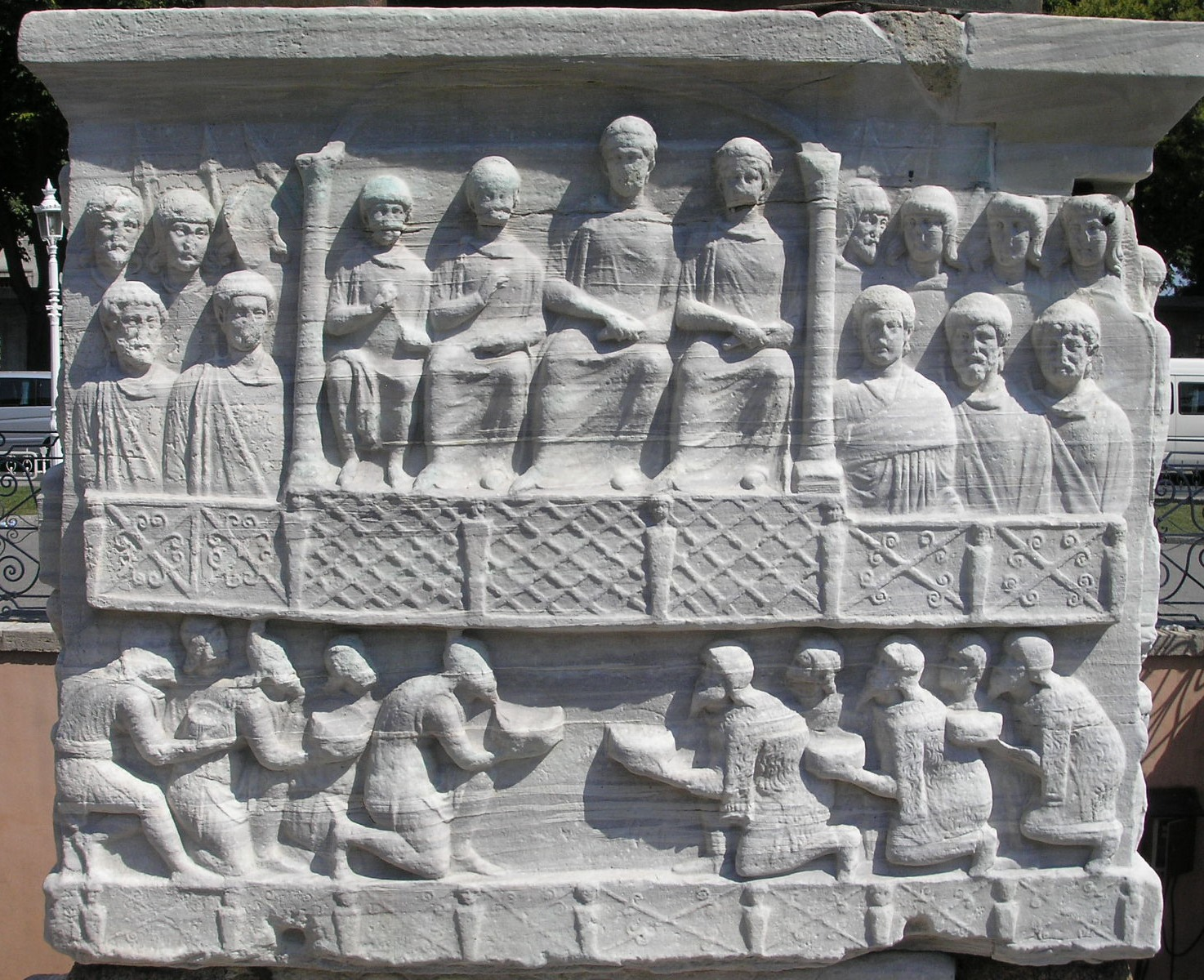
Lato ovest, scena di sottomissione dei barbari
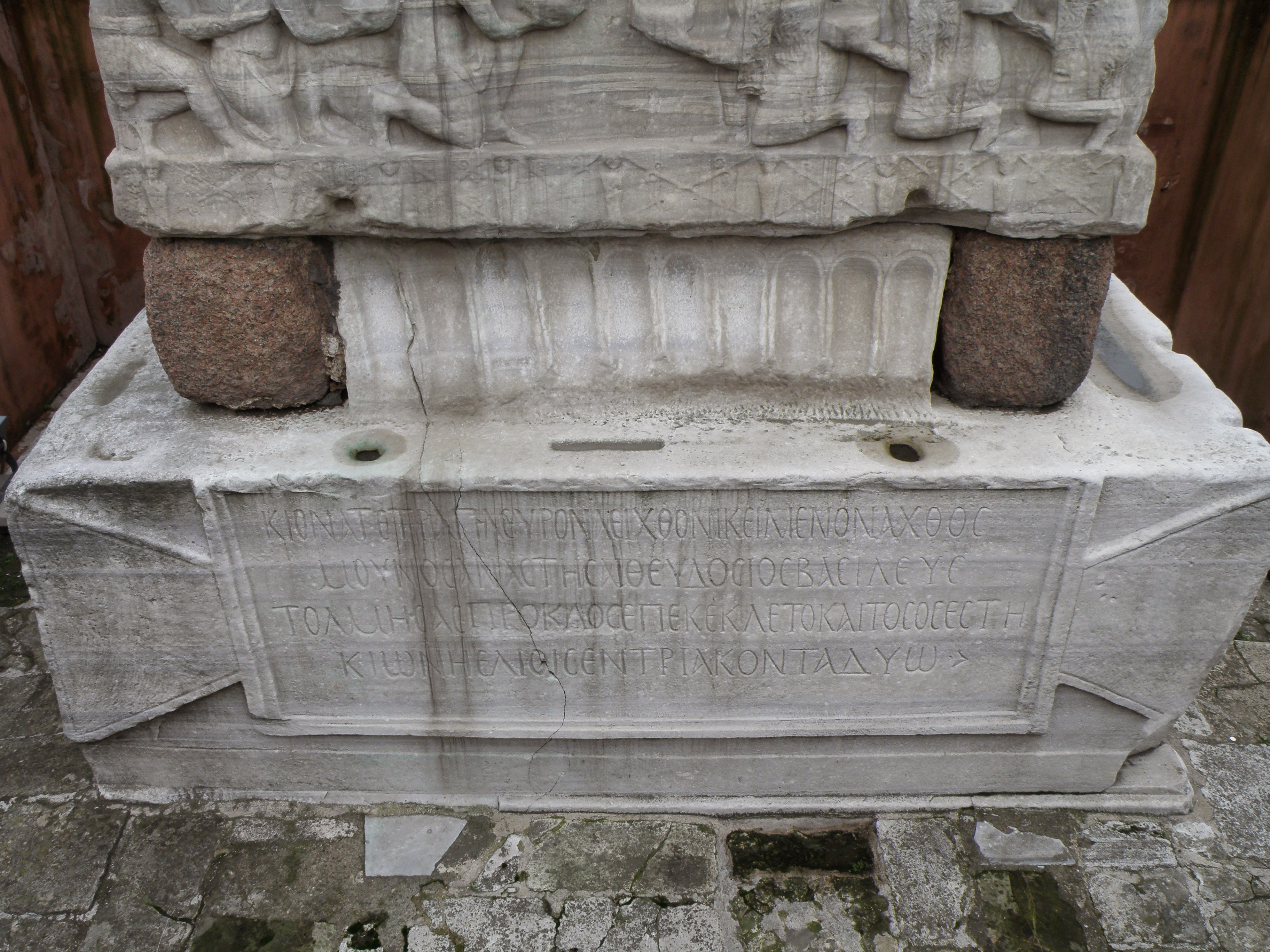
Lato ovest, Iscrizione greca dedicatoria a Teodosio